# マオリ語の復活
マオリ語の復活（マオリごのふっかつ、英語: Māori language revival）は、マオリ語の使用を促進、再認識、強化する運動である。

## 概要
マオリ語の復活は、主にニュージーランドだけでなく、多数の外国人としてニュージーランド人がいる場所（ロンドンやメルボルンなど）でも、この運動は家庭、教育、政府、ビジネスでのマオリ語の使用を増やすことを目的としている。この運動は、マオリ・ルネッサンスと呼ばれるティカガ・マオリ (マオリの文化、文化的習慣、慣習) のより広範な復活の一部である。
第二次世界大戦ころまでは、ほとんどのマオリの人々はマオリ語を第一言語として話していた。しかし、1980年代になると、ネイティブ・スピーカーに分類されるほど十分にこの言語を話せるマオリ人は20%未満なっていた。こうした衰退の原因には、学校でのマオリ語の使用から強制的な英語の使用への切り替えと、都市化の進行が含まれていた。これにより、若い世代が大家族、特に伝統的に家族生活で大きな役割を果たしてきた祖父母から切り離されてしまった。その結果、多くのマオリの子供たちが祖先の言語を学ぶことができず、何世代にもわたってマオリ語を話さないマオリ人が出現した。
これに応えて、マオリの指導者たちはコーハガ・レオ (「言語の巣」) 運動などのマオリ語復活プログラムを開始した。1987年にはマオリ語法でマオリ語はニュージーランドの公用語の一つとなり、1989 年には、マオリ語学校 (Kura Kaupapa Māori、初等および中等マオリ語のイマージョン・スクール) に公式の支援が与えられた。

## コーハガ・レオ
1970年代後半に家族中心にで出現したコーハガ・レオ（Kōhanga Reo）は、マオリ語とマオリ文化の衰退に対する即時かつ緊急の対応であった。ジーン・プケタプ（Jean Puketapu）とイリタナ・ターヒヒランギ（ritana Tāwhiwhirangi）は、1982 年にワイヌイオマタで最初のコーハガ・レオが設立されたときの初期のリーダーたちだった。その3年後には、300校以上が稼働していた 。コーハガ・レオの成功により、マオリ語を第一言語とする小学校と中等学校 (クラ・カウパパ・マオリ) が設立された。ニュージーランドの教育におけるマオリ語の役割は、「1989年教育法」に明記されている。
コーハガ・レオの概念は、ニュージーランドの他の中央太平洋諸語、すなわちフィジー語、ラロトンガ語、サモア語、トンガ語の就学前教育イニシアチブ、および同様の概念を採用している他の国々へ影響してきた。注目すべき例は、ハワイ先住民のハワイ語を活性化するためにハワイに設立されたプーナナ・レオである。

## 参照項目
- マオリ語復活の努力
- ハワイ語の復興運動
- テ・カレレ
- マオリ語週間